# Borba de Godim
Borba de Godim ist ein Ort und eine ehemalige Gemeinde (Freguesia) im portugiesischen Kreis Felgueiras. Die Gemeinde hatte 2343 Einwohner (Stand 30. Juni 2011).
Am 29. September 2013 wurden die Gemeinden Borba de Godim und Vila Cova da Lixa zur neuen Gemeinde União das Freguesias de Vila Cova da Lixa e Borba de Godim zusammengeschlossen.